# Vanyó László
Vanyó László (Bódvaszilas, 1942. február 11. – Budapest, 2003. augusztus 3.) magyar római katolikus áldozópap, teológus, egyetemi tanár.

## Élete

### Tanulmányai
Képző- és iparművészeti gimnáziumban érettségizett. 1966-ban a képzőművészeti főiskola festő szakán szerzett oklevelet. Ezt követően az egri egyházmegye kispapjaként a Központi Papnevelő Intézetben tanult. 1972. június 22-én szentelték pappá, ugyanebben az évben doktorált. 1972–74 között a római Patrisztikus Intézet hallgatója, majd fél évig meghívott előadója volt.

### Munkássága
1974-ben káplánként működött Nyíregyházán. 1975-től a Pázmány Péter Római Katolikus Hittudományi Akadémián az ókeresztény irodalom- és dogmatörténet tanszékvezető professzora, 1991 és 1996 között a KPI rektora is. 1992-től – Gál Ferenc professzor után – a Nemzetközi Teológiai Bizottság, 2003 júliusától a Pápai Akadémia tagja.
1978-tól érseki tanácsos, 1988-tól címzetes prépost, 1991-től pápai prelátus.
1980-tól az Ókeresztény írók patrisztikai sorozat 18 kötetének szerkesztője.

## Művei
- Dogmatörténet 1–2. köt. Bp., 1977
- Az ókeresztény egyház és irodalma. Budapest, 1980 (2. kiad. 1988) (Ókeresztény írók 1.)
- Apokrifek. Ford. Baán Istvánnal és Ladocsi Gáspárral. Budapest, 1980 (2. kiad. 1988) (Ókeresztény írók 2.)
- Apostoli atyák. Ford. Ladocsi Gáspárral. Budapest, 1980 (2. kiad. 1988) (Ókeresztény írók 3.)
- A kappadókiai atyák. Ford. többekkel. Budapest, 1983 (Ókeresztény írók 6.)
- Vértanúakták és szenvedéstörténetek. Ford. többekkel. Budapest, 1984 (Ókeresztény írók 7.)
- A II. sz. apologétái. Ford. többekkel. Budapest, 1984 (Ókeresztény írók 8.)
- Szent Ágoston: Fiatalkori párbeszédek. Ford. többekkel. Budapest, 1986 (Ókeresztény írók 11.)
- Tertullianus művei. Ford. többekkel. Budapest, 1986 (Ókeresztény írók 12.)
- Az ókeresztény művészet szimbólumai. Budapest, 1988 (2., átd. kiad. 1997)
- Az ókeresztény kor dogmatörténete Kr. u. 325-ig. Budapest, 1988
- Az ókeresztény kor dogmatörténetee Kr. u. 325-től 787-ig. Budapest, 1988
- „Legyetek tökéletesek...” Tanulmányok a keresztény aszkézis történetéhez a szerzetesség kialakulásáig. Budapest, 1991
- Szent Athanasziosz művei. Ford. többekkel. Budapest, 1991 (Ókeresztény írók 13.)
- Theologia Graeca. A görög filozófia adaléka a keresztény theológiához. Budapest, 1992
- „Lélek az Isten” (Jn 4,24). Pneumatológia a patrisztikus korban. Budapest, 1994
- Katekézis, költészet és ikonográfia a 4. században. Budapest, 1995
- Jeruzsálemi Szent Kürillosz összes művei. Ford. Budapest, 1995
- Ars sacra, ars liturgica a IV. században. Budapest, 1996
- Órigenész: Az imádságról és a vértanúságról. Ford. Budapest, 1997 (Ókeresztény írók 14.)
- Az ókeresztény egyház irodalma. 1–2. köt. Átd. kiad. Budapest, 1997–99
- Bevezetés az ókeresztény kor dogmatörténetébe. Budapest, 1998
- Szent Cyprianus művei. Ford. Budapest, 1999 (Ókeresztény írók 15.)
- Nagy Szent Baszileiosz művei. Ford. Budapest, 2001 (Ókeresztény írók 16.)
- Nazianzoszi Szent Gergely beszédei. Ford. Budapest, 2001 (Ókeresztény írók 17.)
- Az ókeresztény egyház irodalma. 1–2. köt (I. Az első három század; II. A 4–8. század) Budapest, [2001]
- Nüsszai Szent Gergely művei. Ford. Budapest, 2002 (Ókeresztény írók 18.)
- Az egyházatyák bibliája és az ókeresztény exegézis módszere, története. Uo., 2002
- Ókeresztény írók lexikona. Budapest, 2004
- Nüsszai Szent Gergely teológiai antropológiája; szerk. D. Tóth Judit; Jel, Bp., 2010 (Litteratura patristica)
- Az ókeresztény művészet szimbólumai; 4. jav. kiad.; Jel, Bp., 2010

## Emlékezete
- 2008-ban Bódvaszilason a római katolikus templomban emléktáblát helyeztek el tiszteletére.[2]

## További irodalom
- Az atyák dicsérete. Emlékkönyv. Vanyó László 60. születésnapja alkalmából; szerk. Kránitz Mihály, Szt. István Társulat, Bp., 2002
- A szent atyák nyomdokait követve. In memoriam Vanyó László; szerk. Baán István; Bizantinológiai Intézeti Alapítvány, Bp., 2003
- Ladocsi Gáspár: Vanyó László halálára. Új Ember, 2003. augusztus 17–24.
- Istenképiség, átistenülés, emberi méltóság. Teológiai tanulmányok. In memoriam Vanyó László; szerk. Puskás Attila, Perendy László; Szt. István Társulat, Bp., 2019 (Varia theologica)